# آدولف فدر
آدولف فدر (انگلیسی: Adolphe Féder؛ ۱۶ ژوئیه ۱۸۸۶ – ۱۳ دسامبر ۱۹۴۳) نقاش اهل فرانسه بود.